# Richtfeuer

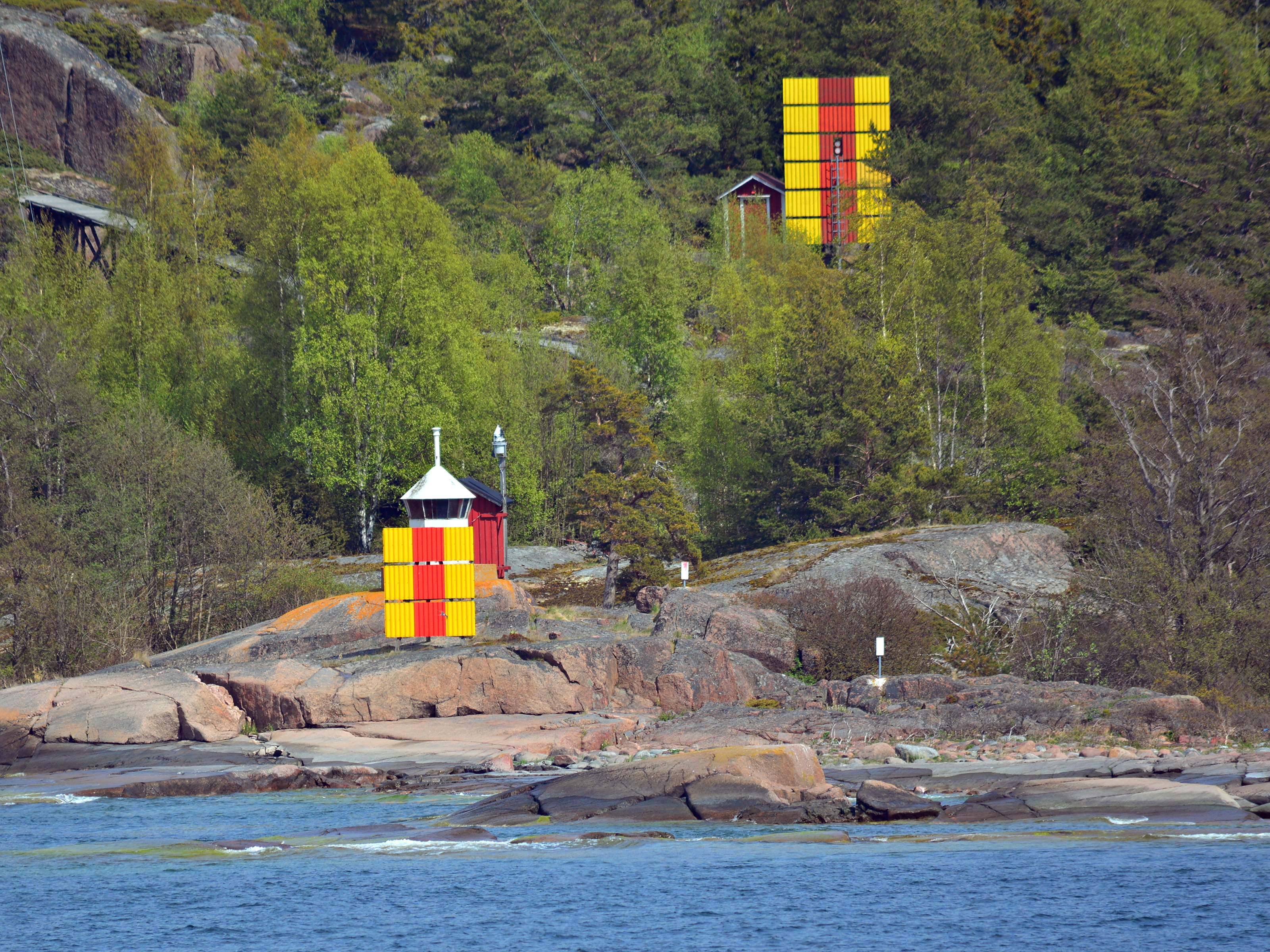
Außerhalb der Fahrrinne erscheinen Ober- und Unterfeuer deutlich versetzt

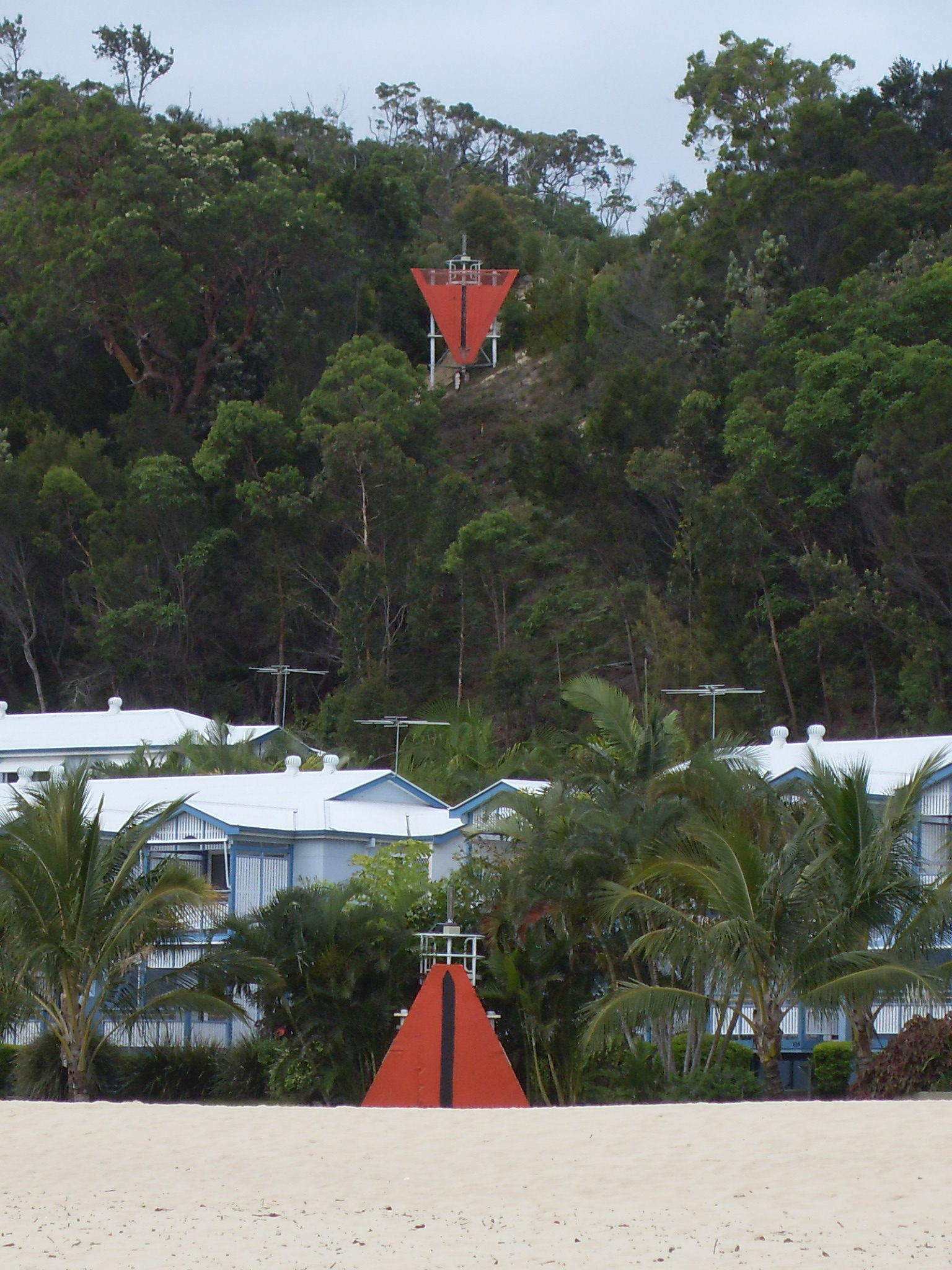
Bei Kurs in Richtfeuerlinie stehen Ober- und Unterfeuer übereinander (Moreton Bay nahe Brisbane)

Richtfeuer sind ein Untertyp der Leuchtfeuer und werden dazu verwendet, einem Wasserfahrzeug ein Fahrwasser anzuzeigen.
Richtfeuer bestehen meistens aus zwei Leuchtfeuern, dem Ober- und dem Unterfeuer; in seltenen Fällen kommt ein Mittelfeuer hinzu. Ober- und Unterfeuer sind so gestaltet, dass eine gewisse Zugehörigkeit zueinander auch aus größerer Entfernung erkennbar ist. Sie werden so an der Küste positioniert, dass man von einem Schiff innerhalb des sicheren Fahrwassers beide Leuchtfeuer in Deckpeilung sieht, sie also genau übereinander stehend erscheinen. Die so bezeichnete Kurslinie wird als Richtfeuerlinie bezeichnet.
Weil das Unterfeuer näher an der Fahrrinne steht, ist es oft etwas kleiner gestaltet als das weiter entfernte Oberfeuer, das einen höheren Standort besitzt. Auf diese Weise erscheinen beide Teile des Richtfeuers vom Schiff aus etwa gleich groß. Um auch nachts die Zusammengehörigkeit der beiden Feuer zu verdeutlichen, werden normalerweise aufeinander abgestimmte synchronisierte Kennungen verwendet, so dass die Unterbrechungen des Oberfeuers jeweils genau mit der Unterbrechung des Unterfeuers zusammenfallen. Auch Farbe und Tragweiten der beiden Feuer sind normalerweise gleich. Die Kennungen sowie die genaue Ausrichtung der Richtfeuerlinien werden in Seekarten vermerkt.
Fahren ein- und auslaufende Schiffe jeweils leicht versetzt nach Steuerbord von dieser Richtfeuerlinie, können Kollisionen vermieden werden, ohne weitere technische Hilfsmittel einsetzen zu müssen. Bis zum Anfang des 20. Jahrhunderts bezeichnete der Begriff Richtfeuer Sektorenfeuer, die man heute Leitfeuer nennen würde. 